# Koninklijke Nederlandse Schouwburg (Gent)

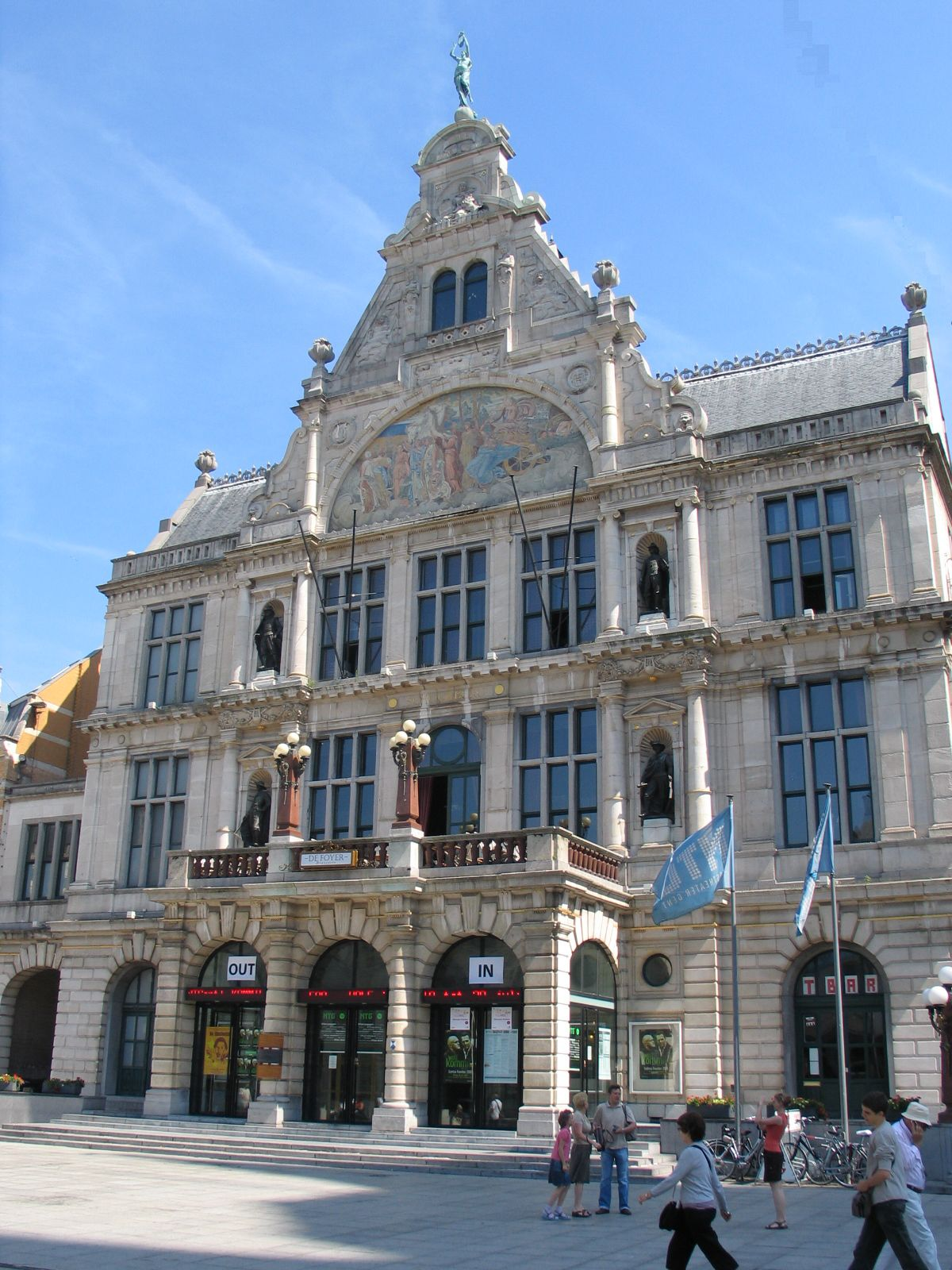
De Koninklijke Nederlandse Schouwburg

De Koninklijke Nederlandse Schouwburg of KNS is een theatergebouw in de Belgische stad Gent.
De schouwburg bevindt zich aan de noordkant van het Sint-Baafsplein, dat in 1897 tot stand kwam door het slopen van oudere gebouwen die het zicht op de Sint-Baafskathedraal belemmerden. Het theater werd in 1897-1899 op de plaats van de vroegere Regnessestraat gebouwd in eclectische stijl met vooral renaissancistische kenmerken naar een ontwerp van architect Edmond De Vigne.
Het vormde de nieuwe thuisbasis voor het professionele theatergezelschap het Nederlandsch Tooneel van Gent (1871-1945), dat eerder in de Minardschouwburg speelde. Dat gezelschap ging in 1945 op in het Nationaal Toneel, waarna de schouwburg fungeerde als een tweede plateau voor de Antwerpse KNS. In 1965 werd met het NTGent een nieuw eigen theatergezelschap opgericht.
Het gebouw is in de gevel gedateerd ANNO 1897, maar werd ingehuldigd op 1 oktober 1899. De gevel bestaat uit drie bouwlagen van vijf traveeën. De middenpartij van drie traveeën is sterk geaccentueerd en wordt in de tweede en derde bouwlaag geflankeerd door vier standbeelden van mannen in 17de-eeuwse klederdracht, vervaardigd door Louis Mast. Zij stellen de vier rederijkerskamers van Gent voor: De Fonteine, Sint-Barbara, Sint-Agnete en Maria ter Ere.
De middenpartij wordt bekroond door een monumentale puntgevel. In een rondbogig timpaan is een mozaïek ingewerkt van negen meter breed en vier meter hoog, bestaande uit een 70.000 keramieksteentjes in 500 verschillende tinten. Het is een mythologisch tafereel naar een ontwerp van Constant Montald en stelt Apollo voor in zijn zonnewagen, begeleid door de negen muzen die herkenbaar zijn aan hun respectievelijke attributen. Op de top staat een bronzen vrouwenbeeld met een lier. Het is ontworpen door de Gentse beeldhouwer Aloys Buyens en stelt de Genius van de Muziek voor.
Sinds 1986 is het gebouw beschermd als monument.